# Doppelsitz (Südgeorgien)
Der Doppelsitz (auch bekannt als Binary Peaks) ist eine steile und vereiste Felsnadel von 691 m Höhe mit zwei unvereisten Gipfeln auf Südgeorgien. Er ragt 2,5 km nordwestlich des Krokisiusbergs und 3 km nordnordwestlich des Moltke-Hafens auf.
Die Benennung nahmen Teilnehmer der Südpolarexpedition der Deutschen Polarkommission (1882–1883) unter der Leitung Carl Schraders vor. Identifiziert wurde die Formation von der British Combined Services Expedition (1964–1965). Das UK Antarctic Place-Names Committee übertrug 1971 die deutschsprachige Benennung ins Englische.